# Plinthocoelium
Plinthocoelium è un genere di coleotteri appartenente alla famiglia Cerambycidae.

## Tassonomia
- Plinthocoelium chilense (Blanchard in Gay, 1851)
- Plinthocoelium cobaltinum (LeConte, 1873)
- Plinthocoelium domingoense (Fisher, 1922)
- Plinthocoelium koppei Schmidt, 1924
- Plinthocoelium schwarzi (Fisher, 1914)
- Plinthocoelium suaveolens (Linnaeus, 1768)
- Plinthocoelium virens (Drury, 1770)
- Plinthocoelium xanthogastrum (Bates, 1880)